# Brandade

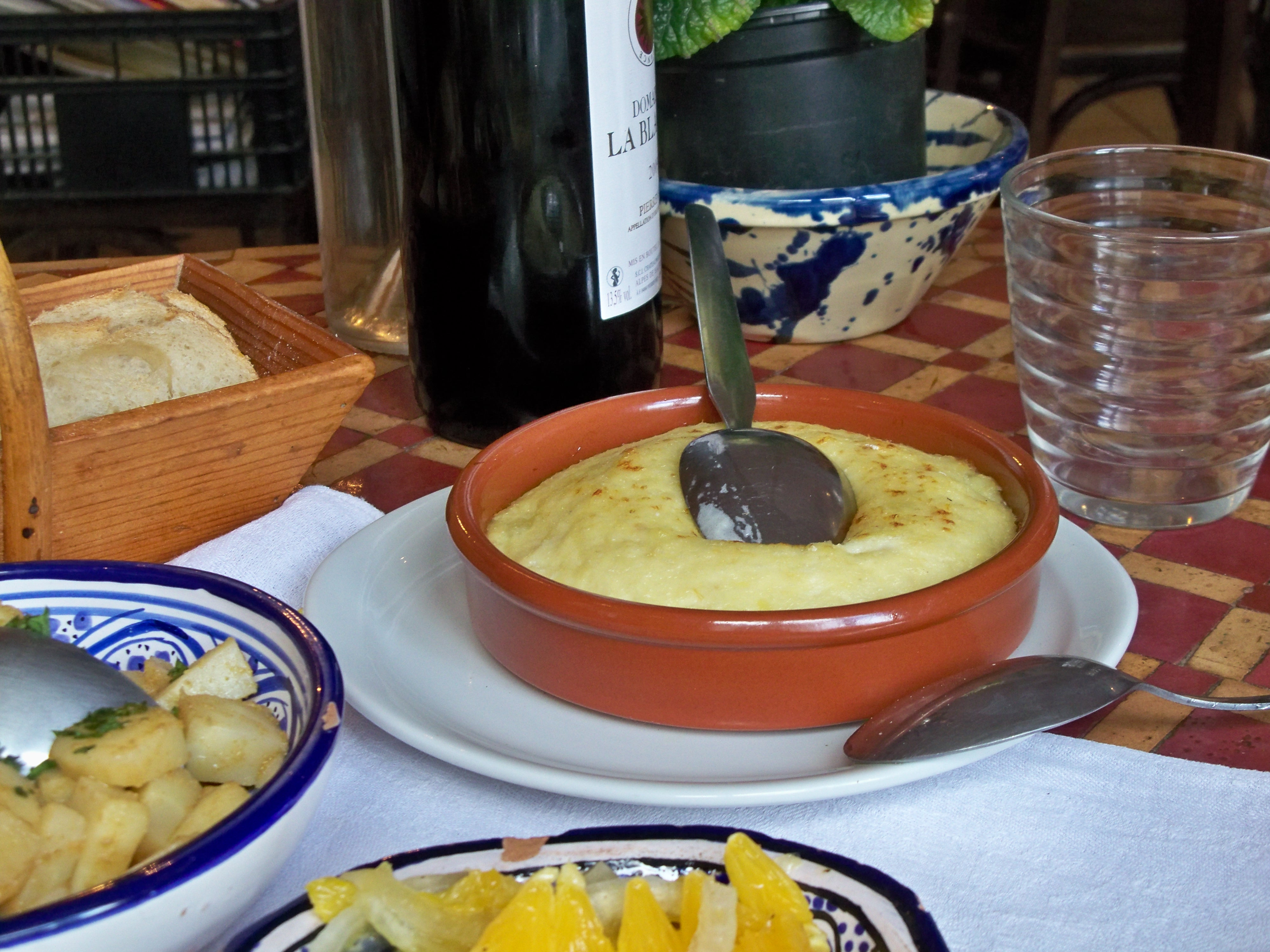
Brandade de Morue

Die Brandade oder Brandada ist eine vornehmlich im Bereich der nordwestlichen Mittelmeerküste (Ligurien, Provence, Languedoc-Roussillon, Katalonien, Provinz Valencia und auf den Balearen) verbreitete Püreespeise (mousse) aus Fisch und weiteren Zutaten (Kartoffeln, Gemüse, Olivenöl). Aber auch in städtischen Spezialitätenrestaurants im Hinterland wird sie manchmal angeboten. Am bekanntesten ist die Brandade de Morue, eine Spezialität aus Nîmes – ein Püree aus Stockfisch oder Klippfisch. In Portugal und an der nordspanischen Biscaya-Küste gibt es ähnliche Gerichte.
Vor allem in Frankreich wird Brandade auch fertig in Dosen verkauft.